# Dambořice
Dambořice (německy Damborschitz, Damboritz, Tumbaritz) jsou obec v okrese Hodonín v Jihomoravském kraji, 28 km jihovýchodně od Brna. Žije zde přibližně 1 500 obyvatel. Sousedními obcemi sídla jsou Násedlovice, Žarošice, Krumvíř, Klobouky u Brna, Kobeřice u Brna, Heršpice, Velké Hostěrádky a Uhřice. Je členem sdružení Dobrovolný svazek obcí Ždánický les a Politaví, Mikroregion Ždánicko a Sdružení obcí Severovýchod. Jedná se o vinařskou obec ležící na Slovácku ve vinařské oblasti Morava, podoblasti Slovácké (viniční tratě Dlouhé hony, Břístí, Líchy, Lepiny, Oulehle, Sádek, Maškovec).

## Název
Na vesnici bylo přeneseno původní pojmenování jejích obyvatel, které znělo Domabořici. To bylo odvozeno od osobního jména Domabor (jeho druhá část znamenala bojovník) ve významu Domaborovi lidé. Z roku 1298 je poprvé doložen zkrácený tvar Dambořice (zapsáno Damboricz), ale ještě ve 14. století byly zapsány podoby Damobořice (1376) a Damabořice (1377). Nepravidelné hláskové změny byly vyvolány rozrůzněním blízkých hlásek tvořených rty. Židovský název města v hebrejštině zní דאמברשיץ‎.

## Historie
První písemná zmínka o Dambořicích pochází z roku 1131 (Domaboricih). Roku 1322 se Dambořice staly velkou osadou s rozšířenou návsí. Šlo o trhovou a řemeslnickou osadu, ze níž se dochovaly archeologické nálezy a to především keramika z 15. století. V roce 1500 byla obec rozšířena o Novou ulici. Zemský hejtman z Kunštátu, který roku 1531 Dambořice získal, zde nechal vystavět farní kostel a podpořil zemědělství (obnovil pivovar, zakládal rybníky, velmi výnosné bylo i je vinařství). V roce 1534 povýšil na jeho žádost Ferdinand I. Habsburský Dambořice na městečko, kterým jsou dodnes. Založením židovské obce koncem 16. století (ve 20. století zanikla) byl podpořen obchodní rozmach. V roce 1617 byli židé v obci usazeni v šesti domcích, obklopených křesťanským osídlením. V důsledku třicetileté války došlo k hospodářskému útlumu a poklesu počtu obyvatel až na polovinu (roku 1658 bylo v obci pouze 382, roku 1667 již počet vzrostl na 410 obyvatel). Židovská obec se začala rozvíjet v době pobělohorské, kdy počet židovských domků vzrostl na osmnáct, z nichž jeden sloužil jako židovská škola. Díky Židům se v obci držel obchodní ruch, a v roce 1836 počet jejich domků stoupl na 56.

## Přírodní poměry
Dambořicemi protéká potok Salajka, který je pravostranným přítokem Spáleného potoka. Pod obcí prochází Salajka přes místní čističku odpadních vod. Podle potoka je pojmenovaný i zdejší folklórní soubor Salajka.

## Obecní správa
V Dambořicích se nachází obecní úřad s místní knihovnou a matrikou. Správu nad městem vykonává městské zastupitelstvo v čele se starostou. Je voleno v komunálních volbách na čtyři roky a má 15 členů.

### Zastupitelstvo obce pro volební období 2022 až 2026
- Starosta: Zbyněk Pastyřík
- Místostarosta: Michal Konečný
- Radní: Vojtěch Hanák, Michal Martiňák, Milena Strmisková
- Zastupitelé: Drahomíra Beková, Petr Divácký, Luděk Hasala, Pavel Hořava, Jaromír Kachlíř, Michaela Kratochvilová, Zdena Matulová, Vít Moravský, Petr Pospíšil, Josef Růžek

### Zastupitelstvo obce pro volební období 2018 až 2022
- Starosta: Zbyněk Pastyřík
- Místostarosta: Radek Martiňák
- Radní: Pavel Kramář, Michal Konečný, Milena Strmisková
- Zastupitelé: Drahomíra Beková, Jaroslav Bukovský, Vojtěch Hanák, Pavel Hořava, Jiří Kratochvil, Josef Kratochvil, Michal Martiňák, Ivana Matulová, Zdena Matulová, Pavel Najbr

### Zastupitelstvo obce ve volebním období 2014 až 2018
- Starosta: Zbyněk Pastyřík
- Místostarosta: Radek Martiňák
- Členové rady: Pavel Kramář, Michal Konečný, Milena Strmisková
- Zastupitelstvo obce (15 členů): Jaroslav Bukovský, Vít Hovězák, František Kramář - zemřel (náhradník: František Blaha), Michal Konečný, Pavel Kramář, Josef Kratochvil, Tomáš Kratochvil - odstoupil (náhradník: Drahomíra Beková), Pavel Lattenberg, Michal Martiňák, Radek Martiňák, Marie Matějíčková, Ivana Matulová, Zdena Matulová, Zbyněk Pastyřík, Milena Strmisková

### Zastupitelstvo obce ve volebním období 2010 až 2014
- Starosta: Josef Kratochvil
- Místostarosta: Zbyněk Pastyřík
- Členové rady: Jaroslav Bukovský, Radek Martiňák, Ivana Matulová
- Zastupitelstvo obce (15 členů): Jaroslav Bukovský, František Blaha, Vít Hovězák - odstoupil (náhradník: Martin Mokrý), Michal Konečný, František Kramář, Josef Kratochvil, Radek Martiňák, Marie Matějíčková, Ivana Matulová, Zdena Matulová, Radek Mokrý - odstoupil (náhradník Pavel Najbr), Zbyněk Pastyřík, Jaroslav Plšek, Milena Strmisková, František Štěrba

### Zastupitelstvo obce ve volebním období 2006 až 2010
- Starosta: Josef Kratochvil
- Místostarosta: Zbyněk Pastyřík
- Členové rady: Pavel Kramář, Ivana Matulová, Pavel Mička
- Zastupitelstvo (15 členů): Mikuláš Bek, Zvonař Josef, Kratochvil Jiří, Pavel Mička, Pavel Kramář, Matulová Ivana, Martiňák Radek, Mokrý Josef, Luskačová Miluše, Kratochvil Josef, Hroudná Marie, Bukovský Jaroslav, Kratochvil Václav, Pastyřík Zbyněk, Poláčková Jiřina

### Vedení obce ve volebním období 2002 až 2006
- Starosta: Josef Kratochvil
- Místostarosta: Ivana Matulová
- Členové rady: Miloslav Matula, Pavel Kramář, Zbyněk Pastyřík

### Vedení obce ve volebním období 1998 až 2002
- Starosta: Josef Kratochvil
- Místostarosta: František Flodr
- Členové rady: Bedřich Fiala (98-01) – Pavel Mička (01-02), Jaroslav Kopřiva (98-02) – Miloslav Matula (02), Josef Mokrý

### Vedení obce ve volebním období 1994 až 1998
- Starosta: Josef Mokrý
- Místostarosta: František Flodr
- Členové rady: Bedřich Fiala, Václav Levíček (94-95) – Ludmila Konečná (95-98), Anna Bělohoubková (94-98) – Josef Mokrý (98)

### Vedení obce ve volebním období 1990 až 1994
- Starosta: Pavel Minařík (1990–1992), Josef Mokrý (1992–1994)
- Místostarosta: Josef Matoušek (1990–1994), Josef Luskač (1994)

## Hospodářství
V katastru obce se těží ropa, místní ložisko je hlavním zdrojem ropy v ČR. Svou produkcí představuje téměř 55 % denní těžby ropy na území České republiky.
V minulosti byla Obec díky těžbě ropy jednou z nejbohatších v České republice, zejména v letech 2000 - 2015 disponovala značnými prostředky dosahujícími několika desítek milionů Kč ročně, které investovala, jak do infrastruktury, tak do sociální oblasti. Novorozencům například darovala 10 tisíc Kč, důchodcům dotovala obědy a do současnosti přispívá kulturním spolkům.

### Zemědělství

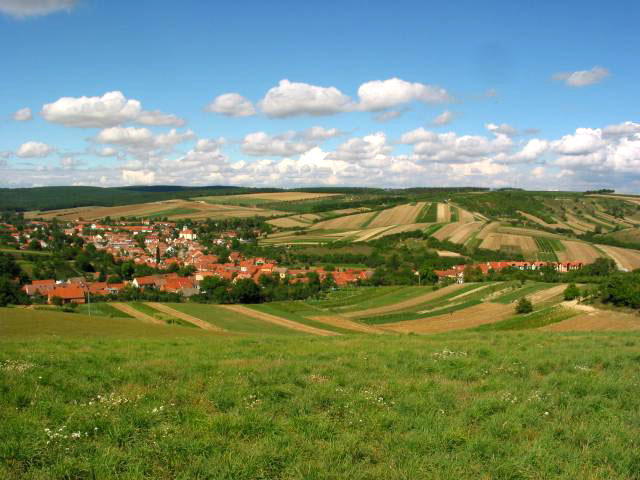
Krajina okolo obce

V obci Dambořice se ve velkém množství pěstuje vinná réva, již zde zpracovává firma Vinoda a drobní pěstitelé. Pěstují se zde také obiloviny (např. pšenice, ječmen), kukuřice, slunečnice, brambory a řepa.
V zemědělské výrobě je významný chov prasat, krav, slepic a králíků. Jediným zemědělským družstvem v Dambořicích je Agro D. U. Dambořice, zemědělstvím se také zabývají někteří místní obyvatelé.

## Doprava
Z Dambořic je přímé autobusové spojení do Kyjova společností ČSAD Kyjov. Od 1. července 2008 je linka Dambořice–Kyjov zaintegrována do Integrovaného dopravního systému Jihomoravského Kraje jako linka 660. Dále zde v rámci IDSJMK jezdí linka 610 Dambořice–Sokolnice, která zajišťuje spojení s Brnem resp. Slavkovem s přestupem v Sokolnicích resp. v Otnicích.

## Společnost
Mezi zdejší kulturní akce patří například Letní folklórní festival, zábava pořádané místním SDH. Pořádá se zde také mnoho koncertů, kde je možné slyšet hrát či zpívat žáky zdejších škol, místní dětský, ženský i mužský sbor nebo zdejší dechovou kapelu Dambořanka a mnoho dalších, často je pořádání uměleckých výstav.
Dambořice, mimo jiné, proslavil taneční folklórní soubor Salajka, který má nyní asi 50 členů a sklízí úspěchy v řadě měst a zemí. Zdejší Martinské hody se konají ve dnech 9.–11. listopadu. Dambořské kroje svou bohatou výzdobou odrážejí zdejší bohatost a úrodnost kraje.

## Pamětihodnosti

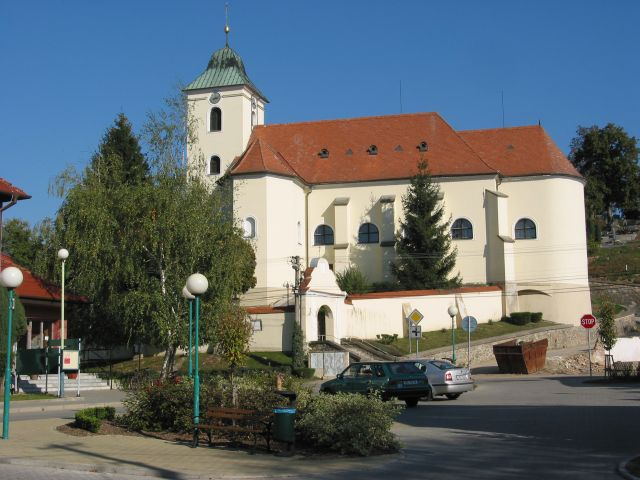
Kostel svatého Martina

### Kostel svatého Martina z Tours
První zmínka o římskokatolickém kostele se váže k roku 1326. Současný kostel pochází z 18. století. Roku 1909 byl přistavěn presbytář a sakristie. Kolem kostela je ohradní zeď z 18. století. Kostelní věž má čtyři velké zvony a jeden malý umíráček. Kvůli vlhkosti a opadané omítce byl kostel nedávno nově zrekonstruován.

### Židovský hřbitov
Zdejší židovský hřbitov byl založený asi na přelomu 16. a 17. století. Nachází se na něm asi 300 až 400 náhrobků. Poslední pohřeb se konal nejspíš roku 1940. Náhrobky jsou z pískovce, žuly a vápence a jsou nadepsané hebrejským písmem; některé jsou však psané i česky.

### Další památky
- Ohradní zeď kostela s dvěma branami z 18. století
- Mohyly z halštatského období v lokalitě Skřípov

## Rodáci
- Jaroslav Bartošek (* 1933), vysokoškolský pedagog a popularizátor vědy
- Adolf Huber (1869–1962), lékař, kterému se podařilo snížit kojeneckou úmrtnost z 27 % na 11 %. Dále musel během zdejší praxe několikrát bojovat s různými epidemiemi – břišního tyfu, trachomu, neštovic aj.
- František Černý (* 1901), učitel a ředitel ZŠ Dambořice
- Viktor Miroslav Fic (* 1922), česko-kanadský politolog a orientalista
- František Hochmann (1920–1992), kněz a spisovatel
- Petr Levíček (* 1905), úředník
- Zdislav Maria Petr Luskač (1884–1927), kněz
- Kamila Planerová (* 1942), výtvarnice
- František Procházka (1817–1884), učitel a hudební skladatel
- Josef Michlíček (1915–1990), učitel
- Josef Julius Vejchodský (1863–1901), kněz, básník a překladatel
- Jaroslav Zbořil (1900–1985), kronikář obce
- Miloslav Maršálek (* 9. listopadu 1945), herec, člen hereckého souboru HaDivadla